# گمینا ژلازکوو
گمینا ژلازکوو (به لهستانی:  Gmina Żelazków) یک گمینا در لهستان است که در شهرستان کالیش واقع شده‌است. گمینا ژلازکوو ۱۱۳٫۵۷ کیلومتر مربع مساحت و ۸٬۹۴۲ نفر جمعیت دارد.